# Jean-Pierre Viel
Jean-Pierre Viel est une personnalité du monde des courses hippiques, driver, entraîneur, éleveur et propriétaire de trotteurs, né le 22 septembre 1948 à Caen.

## Biographie
La famille Viel est une des plus anciennes familles d'éleveurs de trotteurs français, Jean-Pierre Viel nait le 18 décembre 1949 à Caen. Il est le fils d'Albert Viel qui a été classé meilleur propriétaire en 1978 puis de 1981 à 1993, meilleur éleveur 1978, 1979, de 1981 à 1986, 1992 et 1996 et a été président de la Société d'encouragement à l'élevage du cheval français de 1974 à 1985. Il effectue ses études au lycée agricole du Robillard, à Lieury, près de Saint-Pierre-sur-Dives. Il est le frère ainé de Paul Viel, également entraîneur, éleveur et propriétaire, tout comme son fils Vincent.
Son écurie est basée à Canteloup, entre Caen et Lisieux.

## Carrière
Après plusieurs années comme driver amateur, pendant lesquelles il obtient un titre de champion de France, il devient professionnel en 1968, faisant notamment ses armes au sulky de la bonne Thalie IV. Son père lui confie à l'entrainement une partie de ses trotteurs dont Vernet, Verneuil, Angélica III, Catharina (Critérium des 5 ans, 2e du Prix d'Amérique), Feinte (Critérium des 5 ans), Idylle Charmeuse (Prix de Vincennes), La Bourrasque (Prix de Sélection), Mon Tourbillon (deux Prix de France, deux fois 2e du Prix d'Amérique), Marco Bonheur (Critérium des 4 ans), Opprimé (Prix des Élites), Permissionnaire (2e du Prix d'Amérique), Sabre d'Avril (Prix de Sélection)…

## Palmarès driver

### Classiques (GroupesI)
- Critérium des 5 ans 1973, 1976
- Prix de l'Étoile 1973
- Prix de Sélection 1982, 1983, 1984, 1988, 2006
- Critérium continental 1982
- Prix de France 1983, 1985
- Prix de l'Atlantique 1983, 1985
- Grand Critérium de vitesse de la Côte d'Azur 1985
- Grand Prix de l'UET 1996

### Semi-classiques (GroupesII)
- Prix Ovide-Moulinet 1973, 1982
- Prix de la Société des steeple-chases de France 1974
- Prix Thiéry de Cabanes 1974, 1975
- Prix d'Été 1974, 1989
- Prix du Bourbonnais 1974
- Prix Ariste-Hémard 1975
- Prix Roederer 1976
- Prix Doynel-de-Saint-Quentin 1976, 1982, 1987
- Prix de New York 1979
- Prix Jacques-de-Vaulogé 1981, 1987
- Prix Éphrem-Houel 1981, 1992
- Prix Octave-Douesnel 1981, 1987
- Prix Gaston-de-Wazières 1982
- Prix Jean-Le-Gonidec 1982, 1985
- Prix Charles-Tiercelin 1982, 1988
- Prix Pierre-Plazen 1982
- Prix des Ducs de Normandie 1983
- Prix de la Société d'encouragement 1983
- Prix Louis-Jariel 1983, 1992
- Prix de Croix 1983
- Critérium de vitesse de Basse-Normandie 1983, 1990, 1993
- Prix de Belgique 1985
- Prix Abel-Bassigny 1987, 1990
- Prix de Tonnac-Villeneuve 1988
- Prix Gaston-Brunet 1988
- Prix Paul-Karle 1990
- Prix Guy-Deloison 1990
- Prix Albert-Demarcq 1992
- Clôture du Grand National du trot 1992
- Prix du Plateau de Gravelle 1993
- Prix Queila Gédé 1997
- Prix Uranie 1997